# Kutusaari (ö i Mellersta Finland, Saarijärvi-Viitasaari)
Kutusaari är en ö i Finland. Den ligger i sjön Ylä-Keitele och i kommunen Viitasaari i den ekonomiska regionen  Saarijärvi-Viitasaari och landskapet Mellersta Finland, i den centrala delen av landet, 300 km norr om huvudstaden Helsingfors. Öns area är 6,1 hektar och dess största längd är 340 meter i sydväst-nordöstlig riktning.